# The Unissued Johnny Cash
The Unissued Johnny Cash è un album di raccolta del cantante statunitense Johnny Cash, pubblicato nel 1978.

## Tracce
Tutte le tracce sono state scritte da Johnny Cash, eccetto dove indicato.

1. Mama's Baby – 2:21
2. Fool's Hall of Fame – 2:10 (Jerry Freeman, Danny Wolfe)
3. Walkin' the Blues – 2:19 (Johnny Cash, Robert Lunn)
4. Cold Shoulder – 2:13 (Helene Hudgins)
5. Viel zu spät (German version of "I Got Stripes") – 2:08
6. Wo ist Zuhause, Mama (German version of "Five Feet High and Rising") – 1:55
7. The Fable of Willie Brown – 1:57
8. The Losing Kind – 1:57
9. So Do I – 2:13
10. Shamrock Doesn't Grow in California – 2:36
11. Danger Zone – 2:12
12. I'll Be All Smiles Tonight – 3:12 (A.P. Carter)